# Elke Schall
Elke Schall (ur. 9 lipca 1973 w Spirze) – niemiecka tenisistka stołowa. Członkini kadry narodowej i olimpijskiej Niemiec w tenisie stołowym. Zawodniczka niemieckiego klubu tenisa stołowego
TV Busenbach. Jest sponsorowana przez niemiecką firmę tenisa stołowego Andro. Mieszka w Waldbronn.
Startowała pięciokrotnie w igrzyskach olimpijskich (1992, 1996, 2000, 2004, 2008), jednak bez sukcesów. Jest czterokrotną mistrzynią Europy (dwukrotnie drużynowo i w deblu w parze z Nicole Struse) oraz brązową medalistką mistrzostw świata (1997) w rywalizacji zespołowej.
W latach 2001–2008 była żoną znanego niemieckiego pingpongisty Torbena Wosika, obecnie tworzy parę z Christianem Süßem.